# Heinz Röthke
Heinz Röthke (Berlín, 19 de enero de 1912 – Wolfsburgo, 14 de julio de 1966) fue un abogado y oficial alemán que perteneció a las SS y participó en el holocausto durante la Segunda Guerra Mundial.

## Participación en el Holocausto
Rothke tuvo el grado de SS Hauptsturmführer (capitán). Estudiante de Teología, no culminó esos estudios pero se graduó en Derecho en la Universidad de Berlín. 
Reclutado por Adolf Eichmann y enviado a París (Francia) como encargado del Asunto Judío de ese país como representante de la Sección IVB4. 
Fue junto a Theodor Dannecker responsable de la deportación conocida como la redada del Velódromo de Invierno entre el 16 y 17 de julio de 1942 en París, donde miles de personas judías fueron enviadas a Auschwitz y exterminadas en la cámara de gas apenas llegaron. 
Estuvo encargado de dicha oficina desde agosto de 1942 hasta agosto de 1944.
Sus ayudantes fueron Ernst Heinrichsohn y Horst Ahnert.

## Después de la guerra
Después de la guerra no fue solicitado por las autoridades en Alemania. Francia lo juzgó en ausencia y lo condenó a muerte el año 1954. 
Vivió de manera pública como abogado en Wolfsburgo, Alemania occidental. Falleció el 14 de julio de 1966.